# Benferri
Benferri ist eine spanische Gemeinde (municipio) in der Provinz Alicante mit einer Bevölkerung von 2.053 Einwohnern (Stand: 2024). 

## Lage
Benferri liegt etwa 55 Kilometer westsüdwestlich von Alicante und etwa 28 Kilometer nordöstlich von Murcia in einer Höhe von ca. 50 m nördlich der Sierra de Orihuela. Das Mittelmeer liegt in etwa 30 Kilometern östlicher Richtung. 

## Geschichte

### Bevölkerungsentwicklung
| Jahr      | 1970 | 1981 | 1991 | 2001 | 2011 | 2021 |
| Einwohner | 894  | 909  | 949  | 1098 | 1925 | 1958 |

## Sehenswürdigkeiten
- Hieronymuskirche (Iglesia de San Jerónimo)
- Rathaus

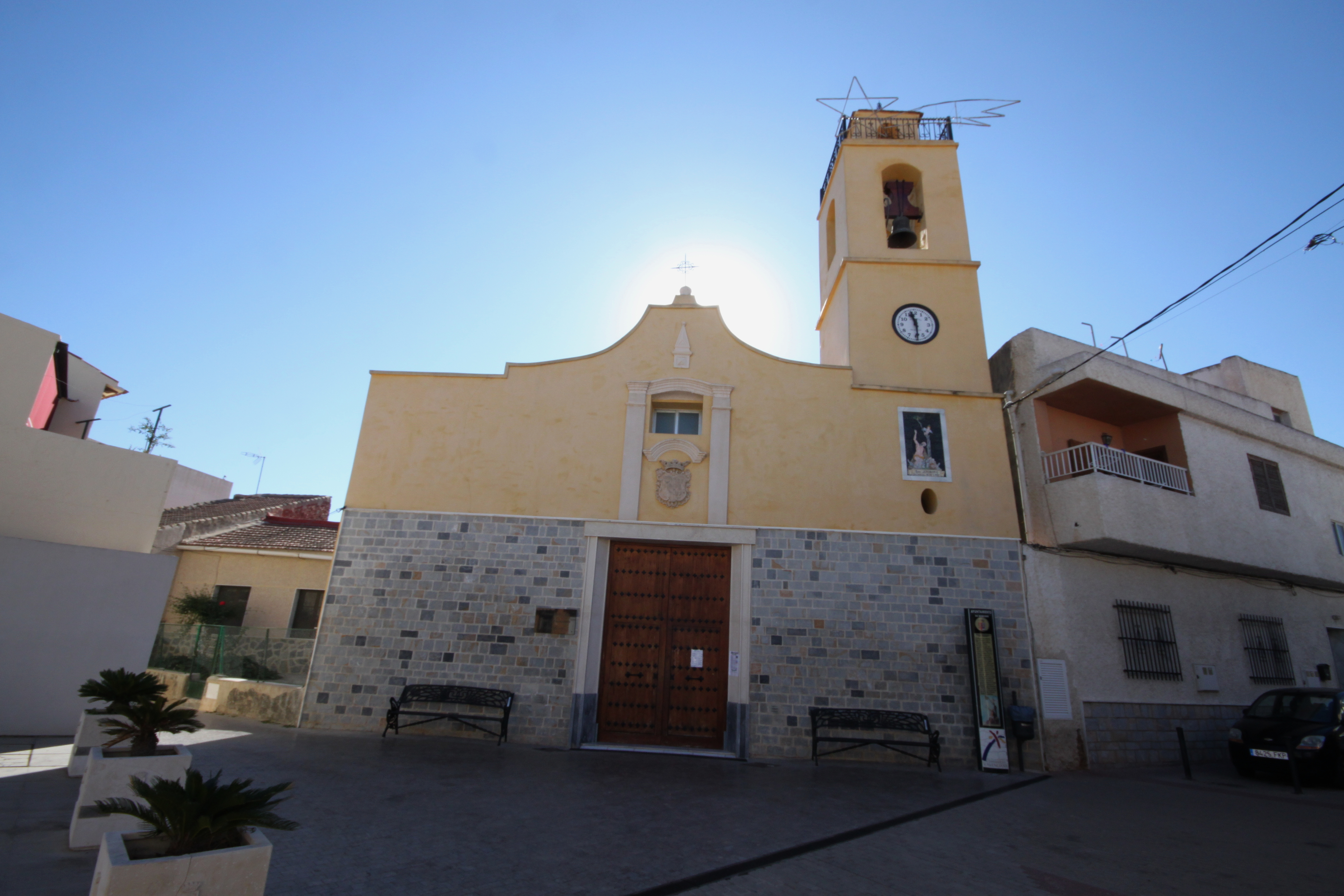
Hieronymuskirche
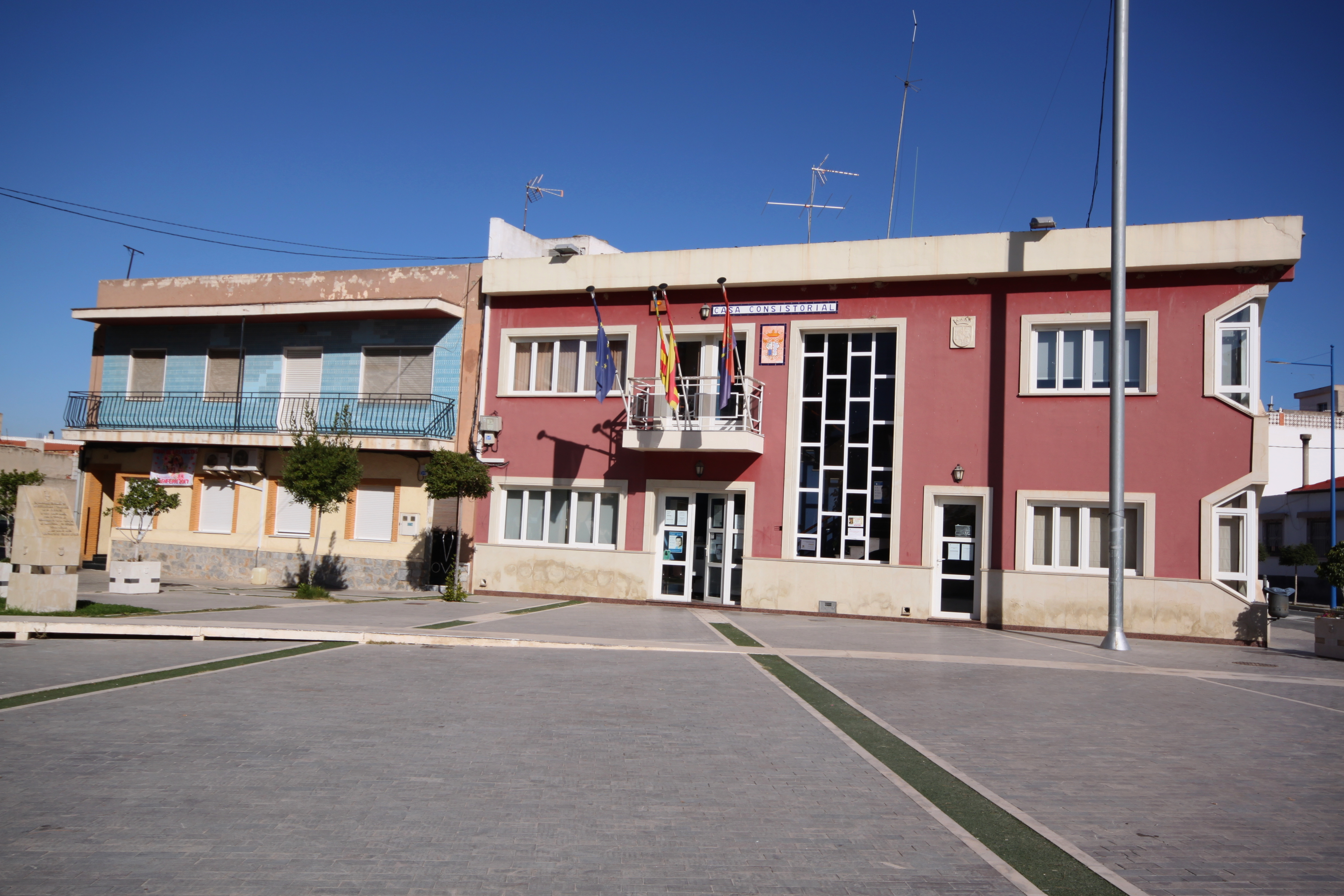
Rathaus